# Scià

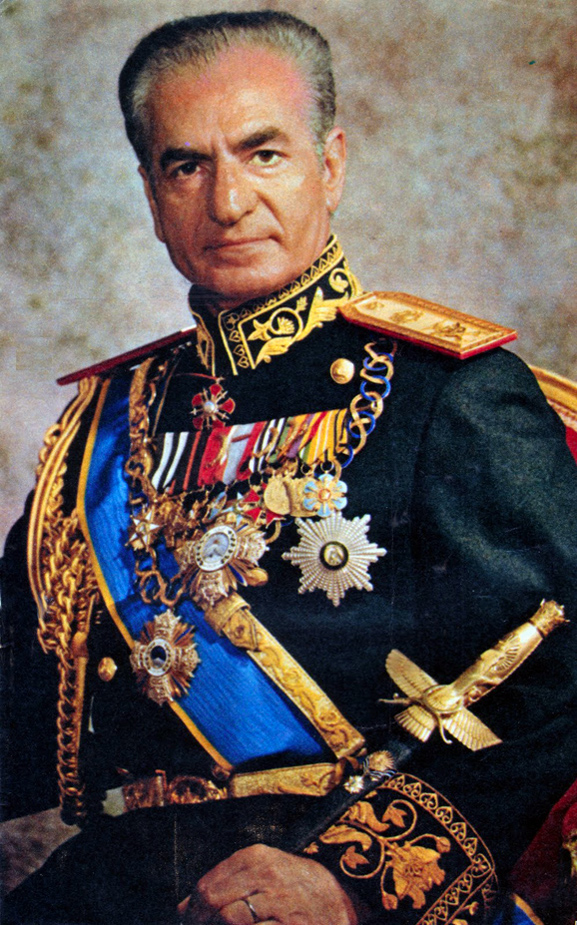
Mohammad Reza Pahlavi, l'ultimo sovrano a detenere il titolo di scià

Lo scià (in persiano شاه‎, shāh, "re", AFI: [ʃɒːh]) è il titolo dato al sovrano di Persia, figura di comando che gode di assoluti poteri in campo politico, ma che può vantare anche una notevole caratura spirituale, ergendosi anche al di sopra della classe sacerdotale. 
Il termine pascià (in turco paşa), pur derivante dalla stessa parola, è più tipico della realtà istituzionale e culturale turco-ottomana. Secondo lo Shāh-Nāmeh di Firdusi, il primo scià del mondo fu Keyumars.

## Definizione
L'ambizione di assoluto dominio politico è sottolineata dall'espressione, impiegata nei millenni attraverso le età achemenide, partica, sasanide, timuride, safavide, cagiara e pahlavide, di shāhan shāh (in persiano شاهنشاه‎), ossia "re dei re", secondo una concezione regale che trova un puntuale parallelo nella titolatura del negus neghesti etiopico. Da questo termine deriva l'espressione "scacco matto" (cioè "il re è sconfitto", non "morto", come spesso si crede, shāh māt[a]) e il nome stesso del gioco degli scacchi. Una sua variante è Pādishāh (in persiano پادشاه‎, pād[e]shāh).

## Varianti
Nei testi achemenidi il titolo usato dai sovrani era xšayāθiya xšayāθiyānām ("re dei re"), dalla parola "re" (xšayāθiya) derivata dalla radice xšay- ("potere"), che si trova alla base anche di xšaça ("regno").
Durante la fase ellenistica, in iscrizioni in lingua battriana come quella di Rabatak del re Kanishka, troviamo la corruzione šaonano šao, dove il genitivo viene preposto rispetto al nominativo.
È infine nelle iscrizioni sasanidi in medio-persiano che troviamo šāhan šāh nella formula caratteristica šāhan šāh Ērān (ud Anērān) ovvero "re dei re d'Iran (e del non-Iran)".